# ريكس جونستون
ريكس جونستون (بالإنجليزية: Rex Johnston)‏ هو لاعب كرة قاعدة أمريكي، ولد في 8 نوفمبر 1937 في كولتون في الولايات المتحدة.

## روابط خارجية
- ريكس جونستون على موقع دوري كرة القاعدة الرئيسي (الإنجليزية)
- ريكس جونستون على موقعبيزبول رفرنس.كوم (الدوري الرئيسي) (الإنجليزية)
- ريكس جونستون على موقعبيزبول رفرنس.كوم (الدوري الثانوي) (الإنجليزية)
- ريكس جونستون على موقع مرجع كرة القدم المحترفة.كوم (الإنجليزية)